# Segui il tuo cuore (album)
Segui il tuo cuore è il settimo album del cantautore italiano Gianni Togni, pubblicato nel 1985 dalla casa discografica CGD di Teddy Reno.
I testi di tutti i brani sono firmati da Guido Morra, mentre le musiche sono dello stesso Togni e gli arrangiamenti di Fio Zanotti.

## Tracce
1. Segui il tuo cuore
2. E qualcosa c'è
3. Ma noi vogliamo di più
4. Che colpa ne ho
5. Colpo di fulmine
6. Tutti quei giorni
7. Se è vero che sei vera
8. Mattina presto
9. Come in quest'istante che sto pensando a te

## Formazione
- Gianni Togni – voce
- Fio Zanotti – tastiera
- Gigi Cappellotto – basso
- Lele Melotti – batteria
- Giorgio Cocilovo – chitarra
- Maurizio Preti – percussioni
- Enrico Guerzoni – violoncello
- Gustavo Bregoli – tromba
- Pier Luigi Mucciolo – tromba
- Johnny Capriuolo – trombone
- Gabriele Comeglio – sax
- Giorgio Baiocco – sax
- Lalla Francia, Silvano Fossati, Arturo Zitelli – cori